# مجموعه تاریخی قدمگاه
مجموعهٔ تاریخی قدمگاه، بقعه و رباط و حمام مربوط به سدهٔ ۱۱ قمری است و در شهرستان زبرخان، شهر قدمگاه واقع شده و این اثر در تاریخ ۱۵ آذر ۱۳۱۴ با شمارهٔ ثبت ۲۳۶ به‌عنوان یکی از آثار ملی ایران به ثبت رسیده است.
مسجد و زیارتگاه قدمگاه؛ از مساجد دورهٔ صفوی است که به دستور شاه اسماعیل یکم بنا شد، به جای بنای قدیمی‌تری، ساخته شده است. با توجه به کتیبهٔ کاشی‌کاری گنبد به نظر می‌رسد کار تزئینات یا تعمیرات بنا در دوره شاه سلیمان صفوی به پایان رسیده است. بنای قدمگاه به دلیل وجود سنگ سیاهی که روی آن جای پای منسوب به علی بن موسی الرضا دیده می‌شود، ساخته شده و یک مسجد و زیارتگاه است. شکل اصلی باغ کنونی در دوران صفوی و به دستور شاه عباس اول احداث شد و در دوره‌های بعدی در زمان شاه سلیمان صفوی و در دوران ناصرالدین شاه قاجار مرمت‌هایی جهت حفاظت و احیاء باغ صورت گرفته است. آخرین مرمت و بهسازی مجموعهٔ مذکور در سال ۱۳۵۰ خورشیدی توسط سازمان میراث فرهنگی، صنایع دستی و گردشگری آغاز شده است.

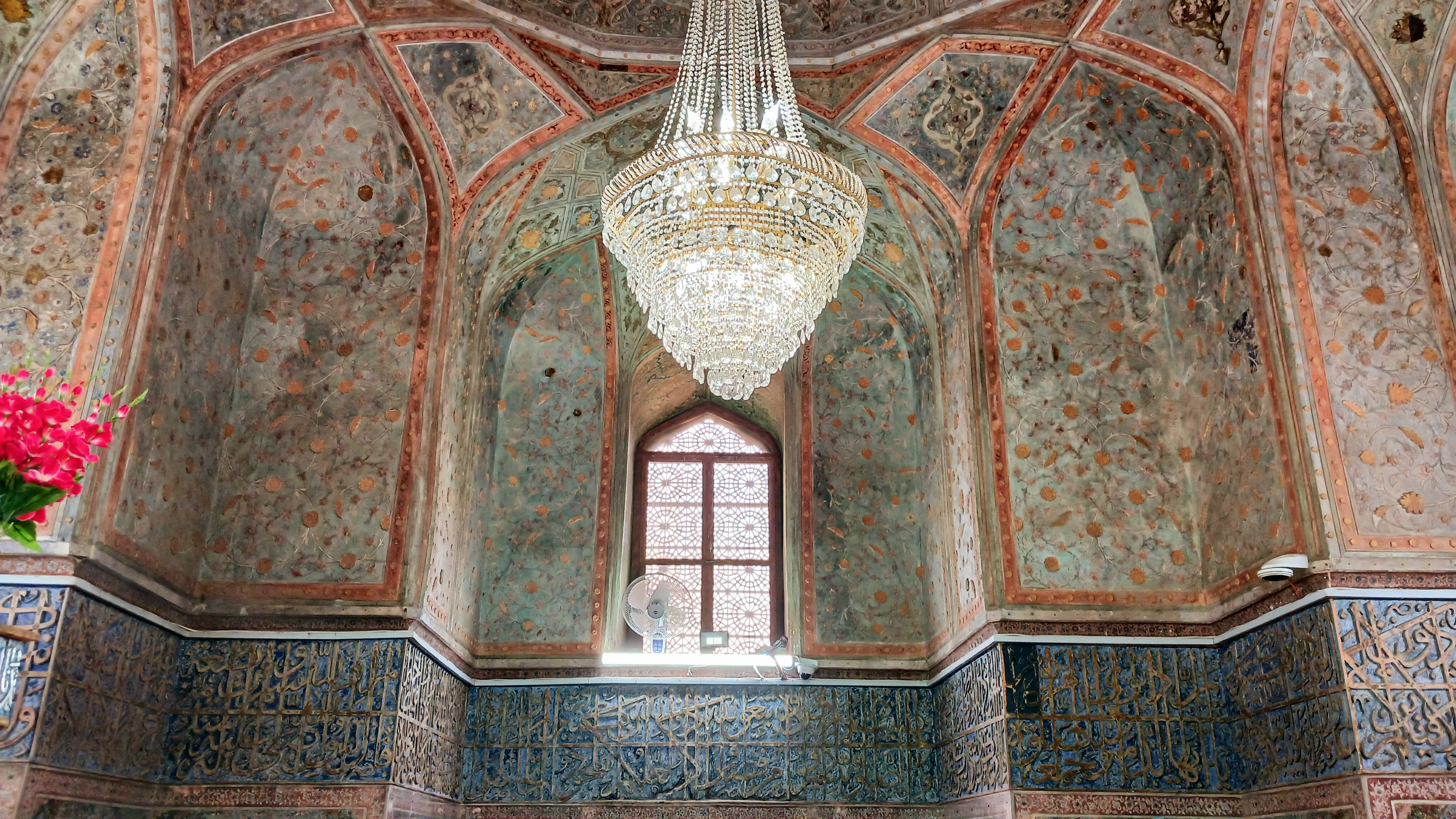
نمایی زیبا از درون بقعۀ باغ قدمگاه که نقاشی های ظریف دورۀ صفویه آن، چشم آدمی را می نوازند

## نگارخانه

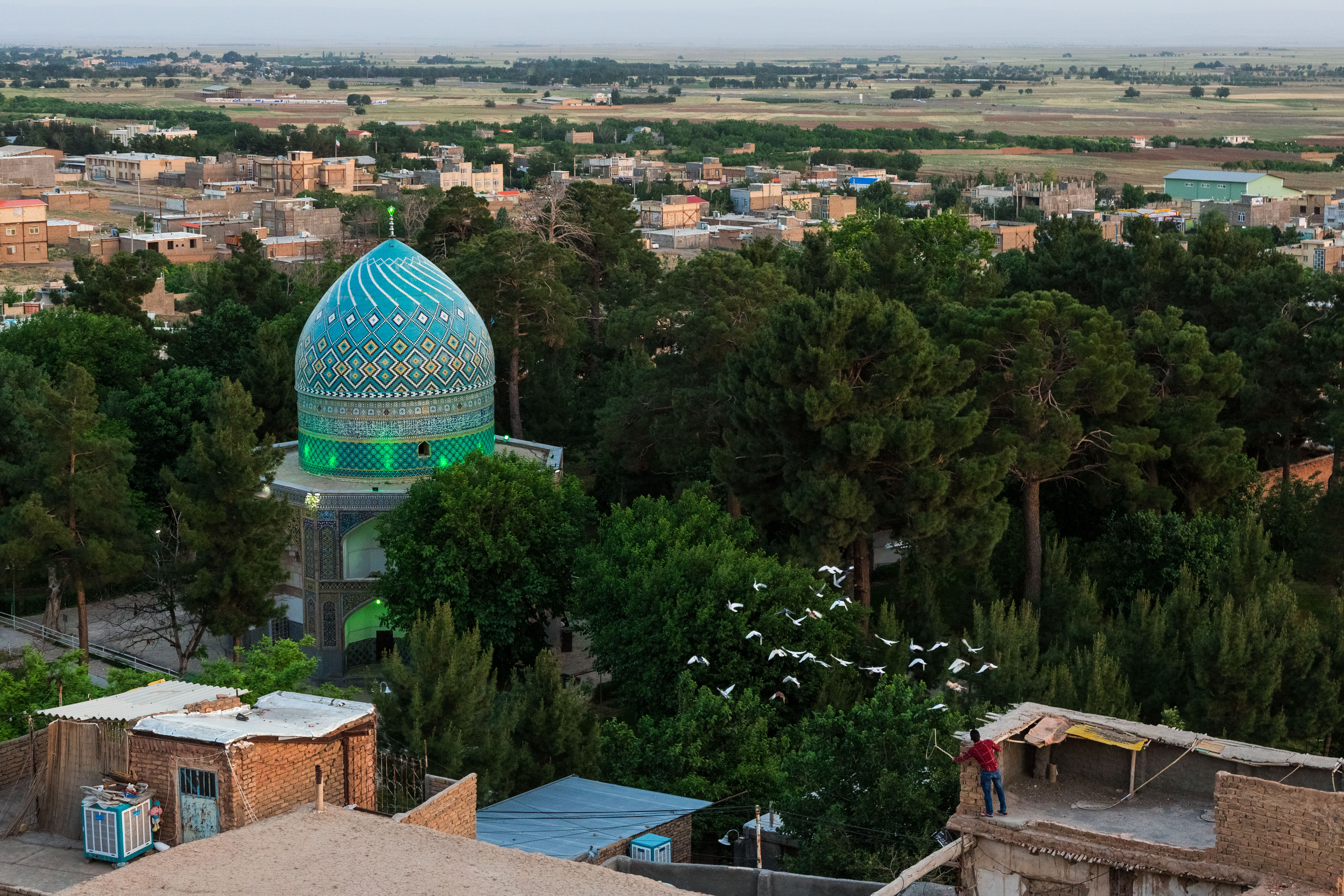
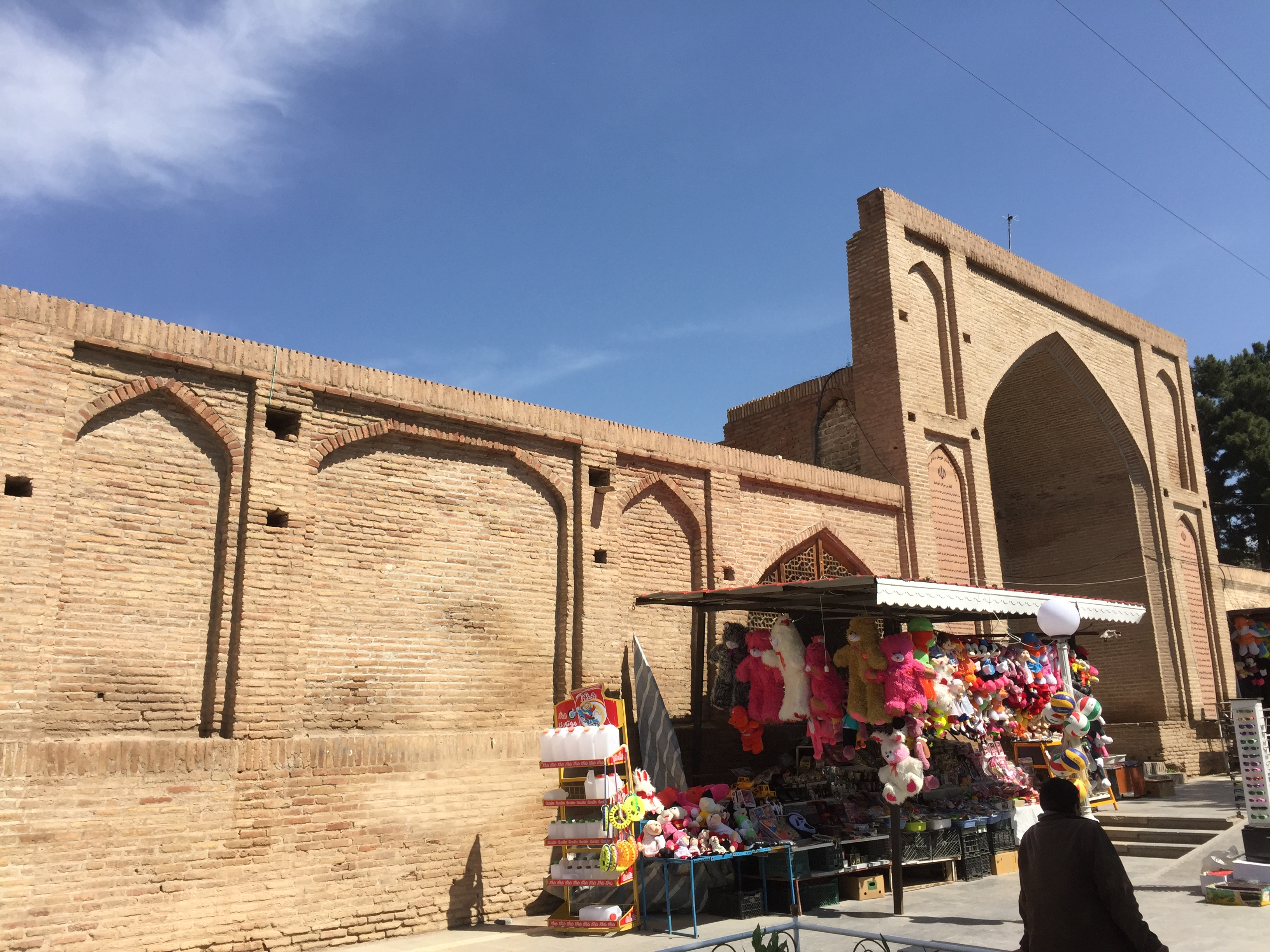
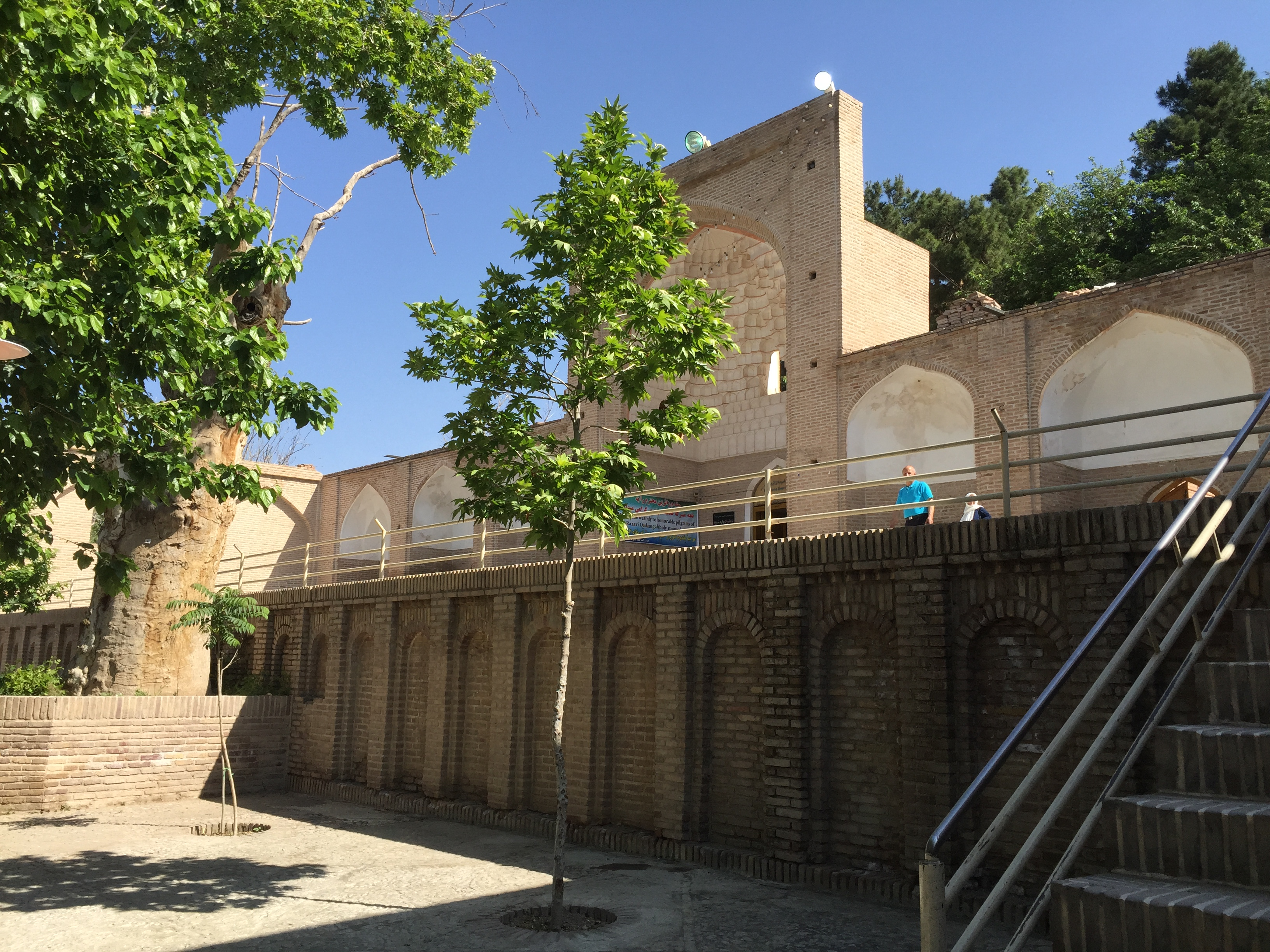
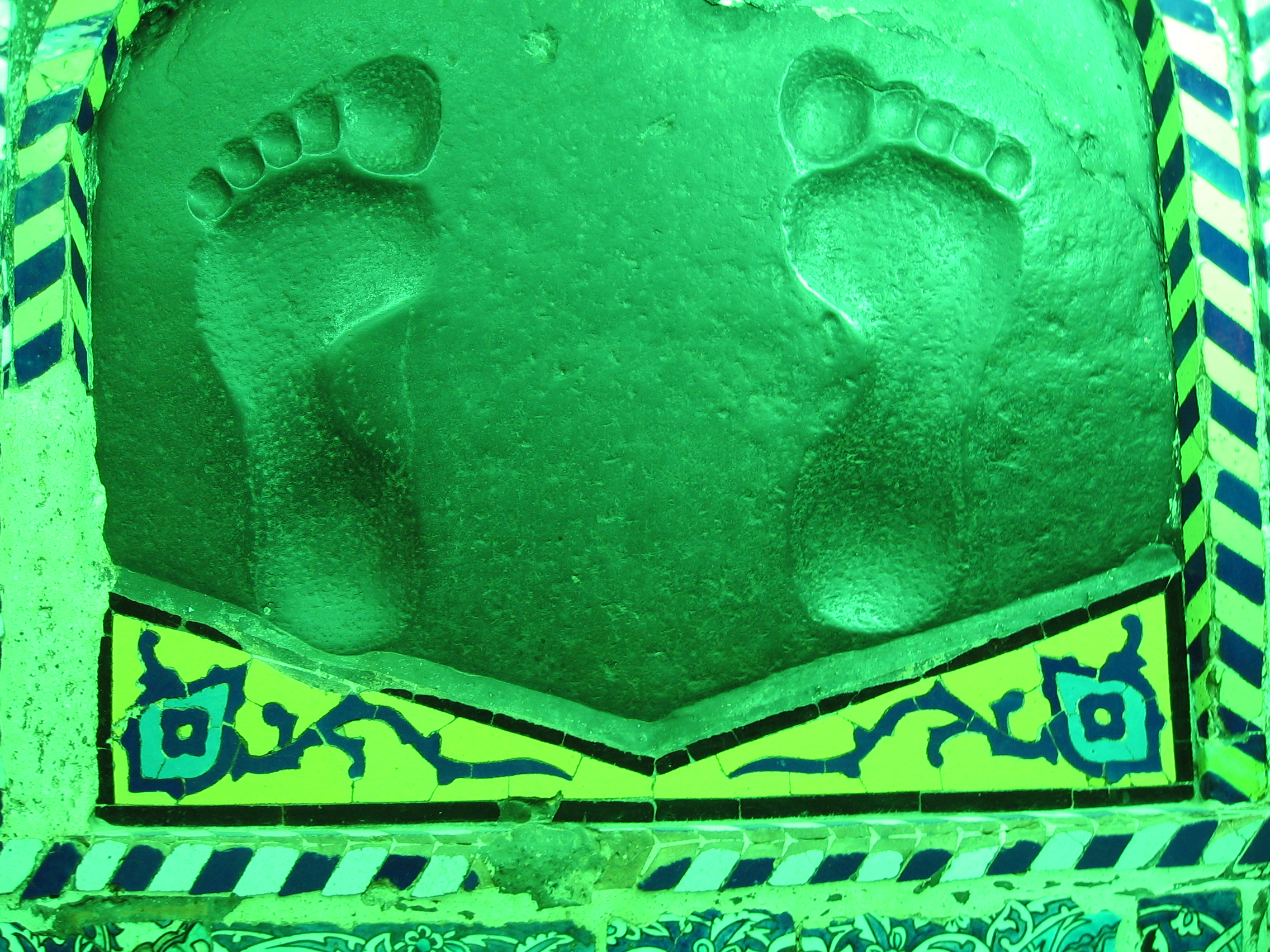
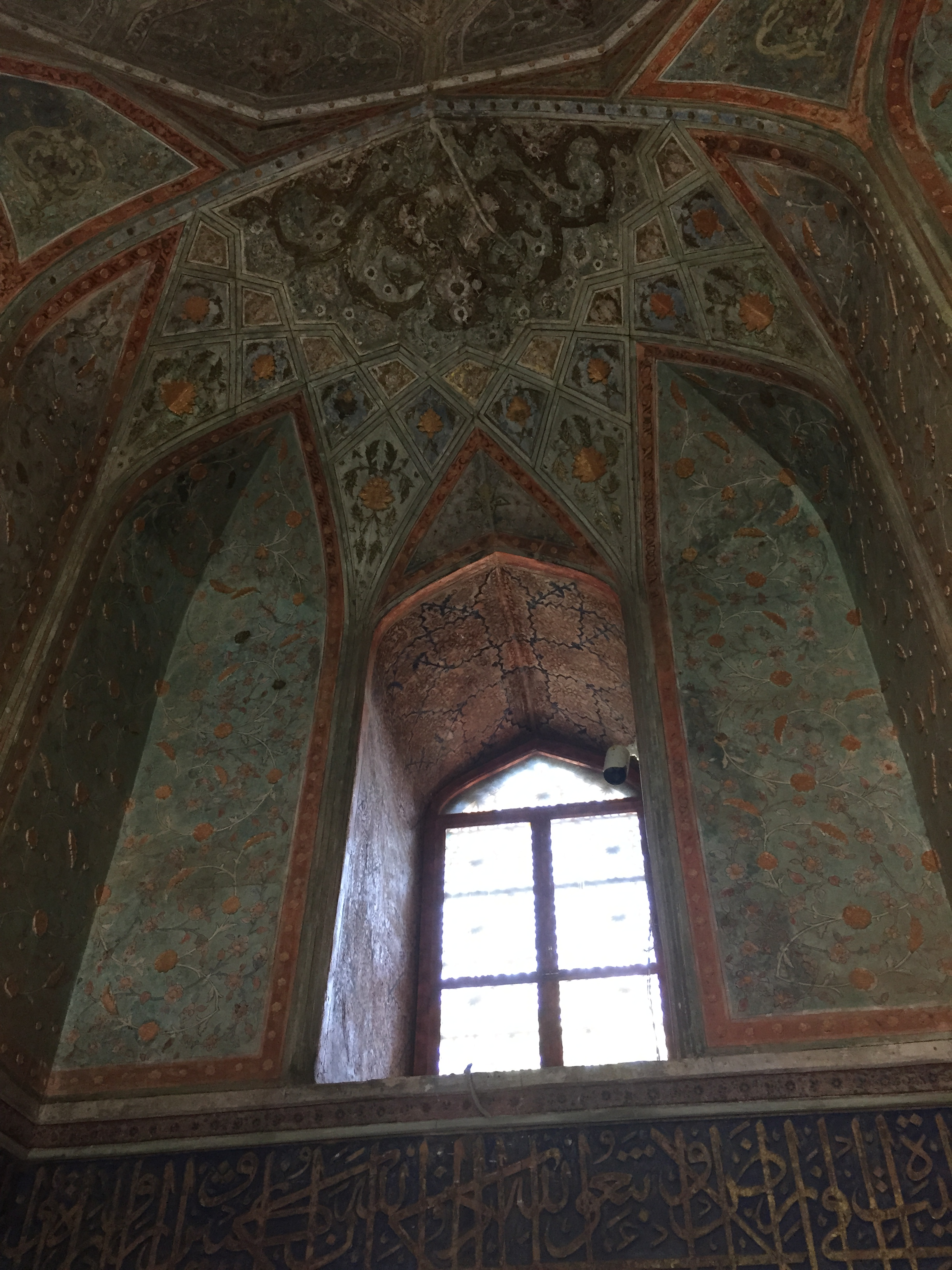
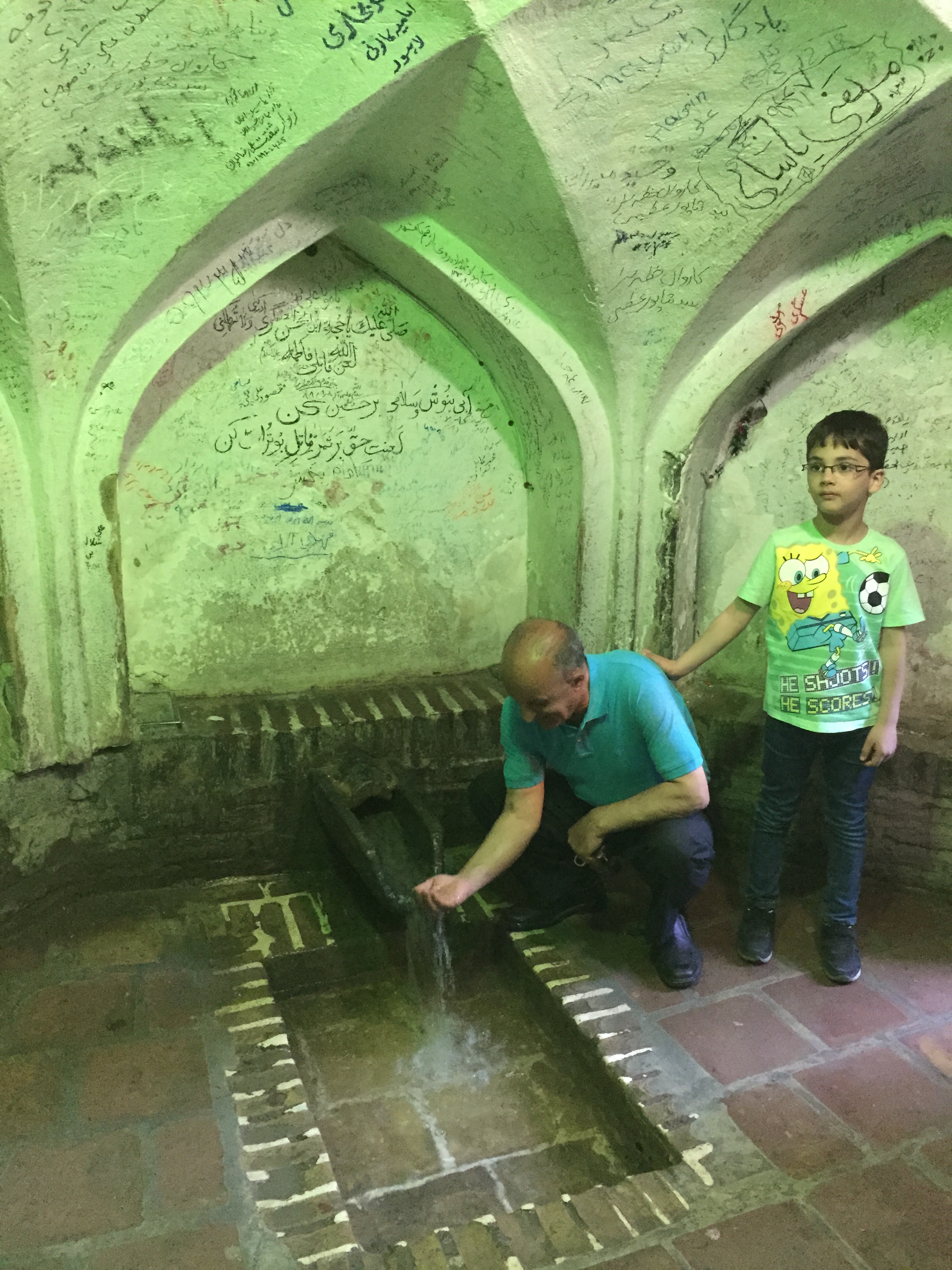
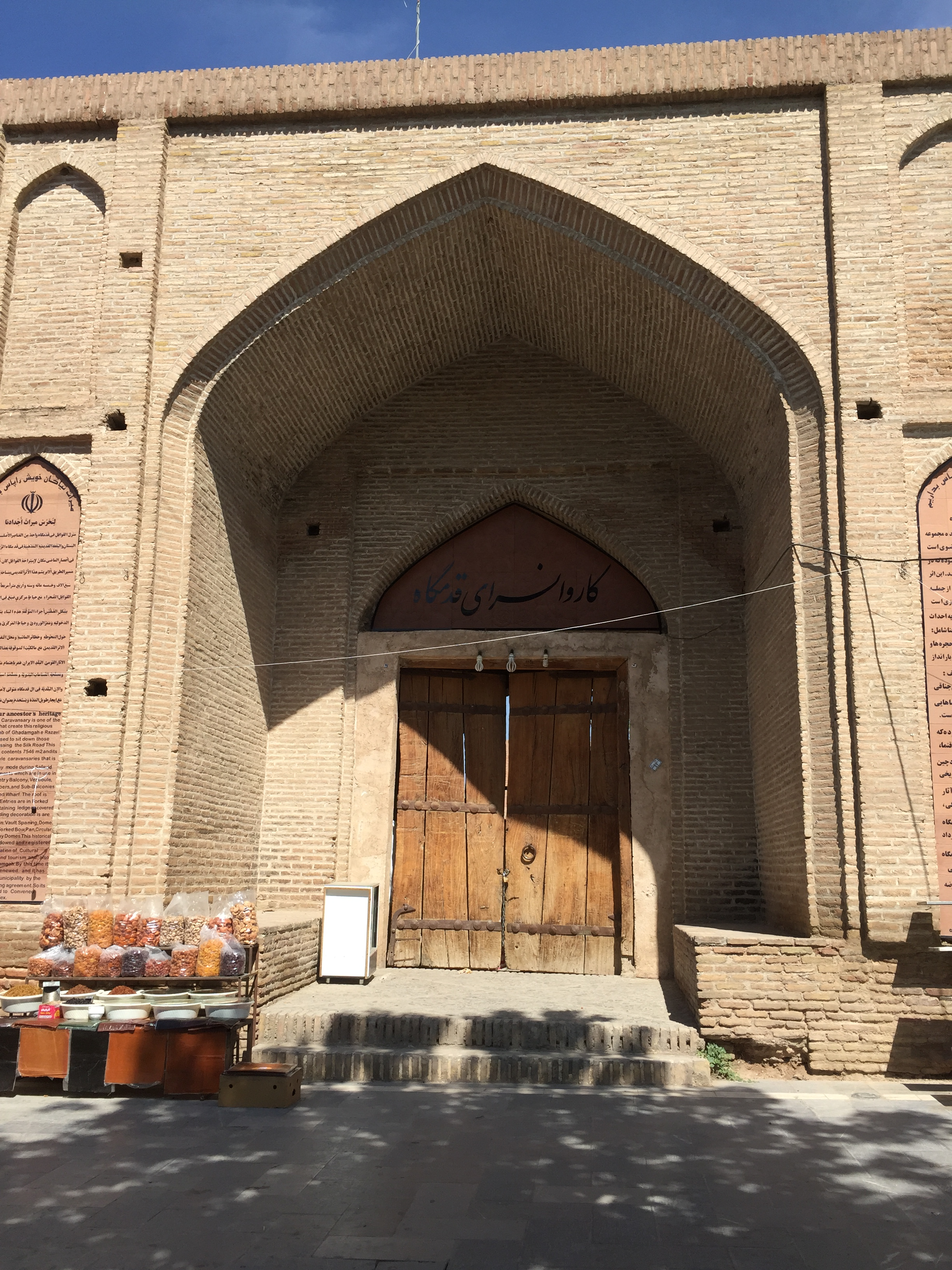
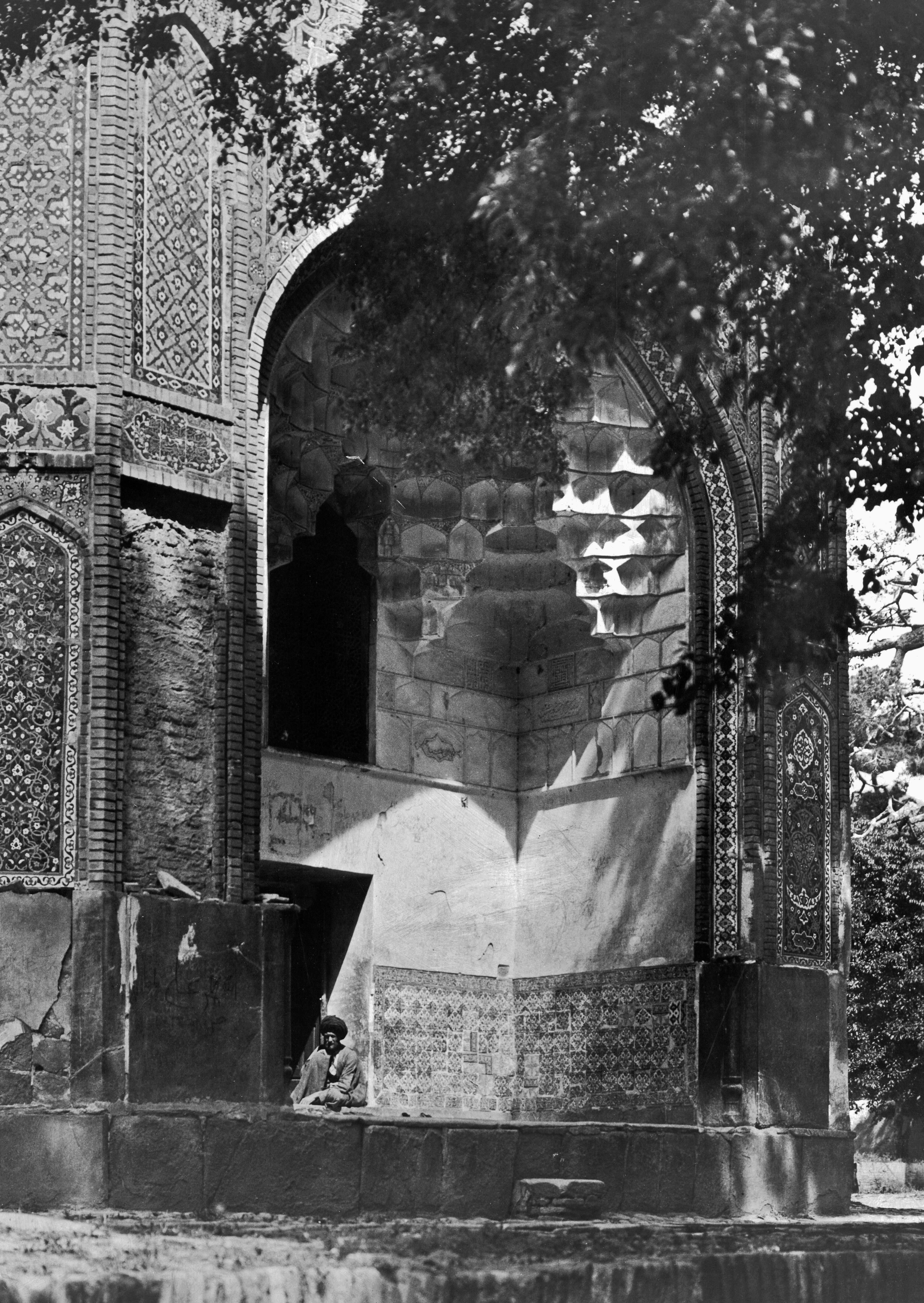
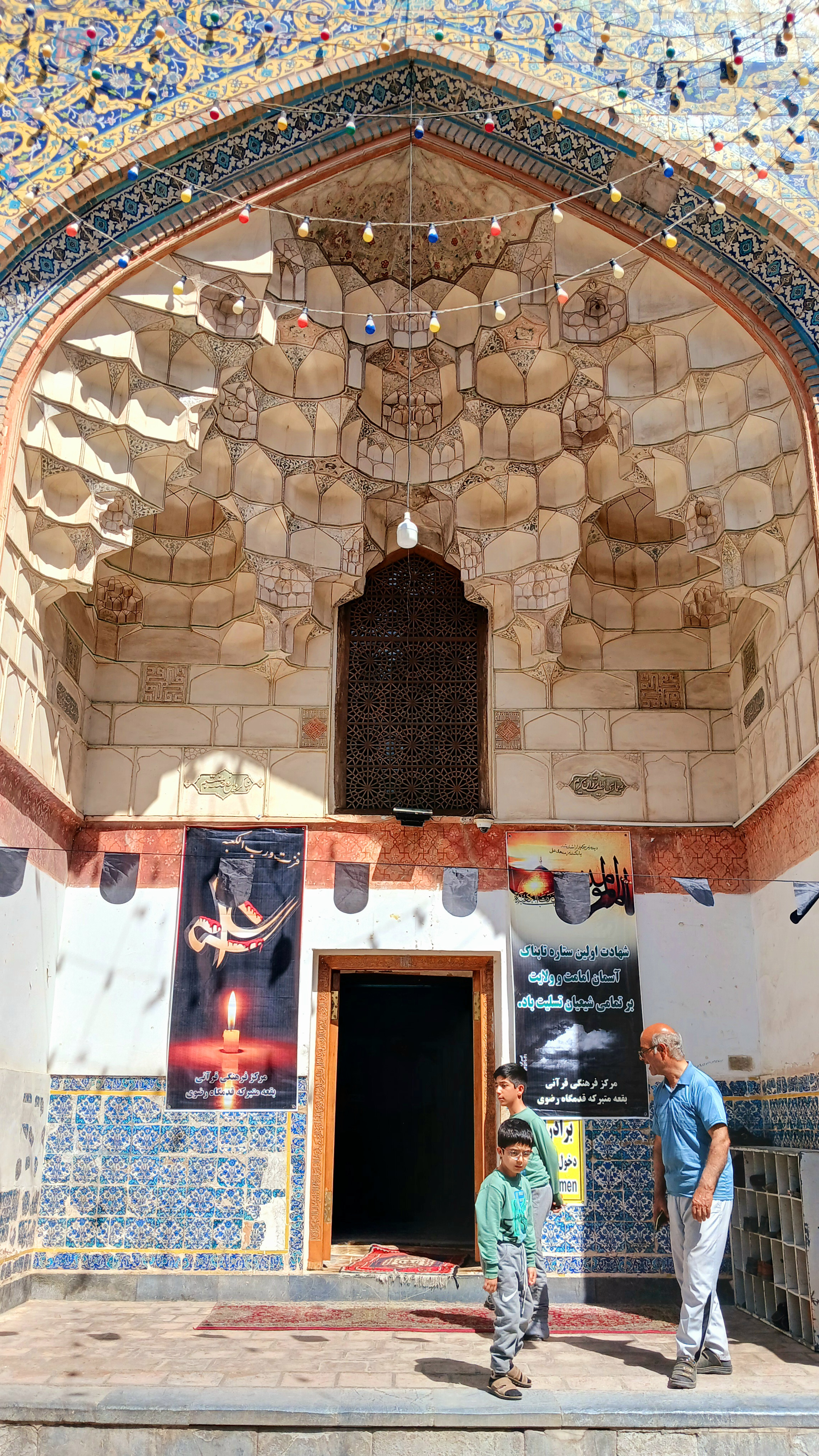
ورودی بقعۀ قدمگاه
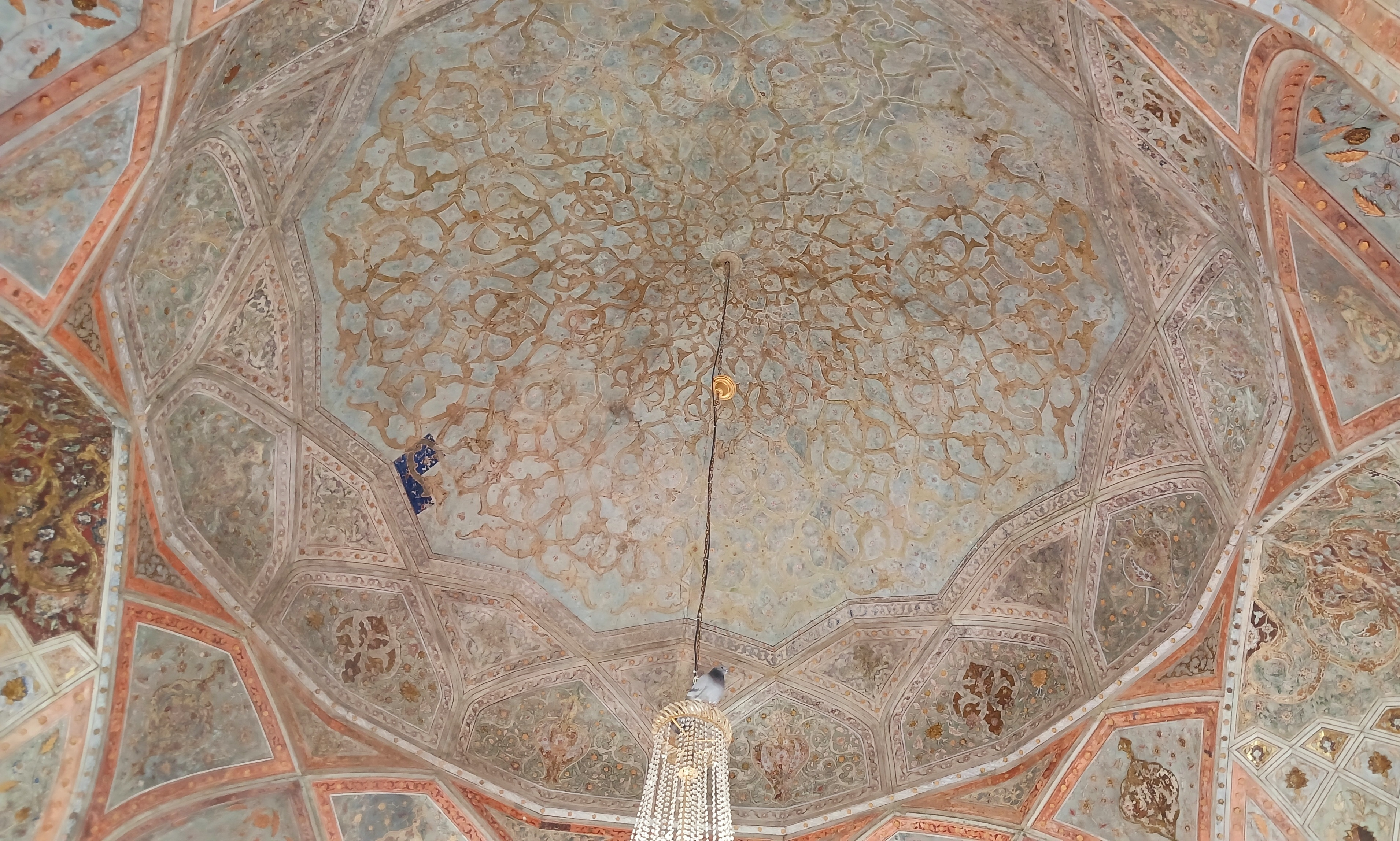
نمایی از زیر گنبد بقعه
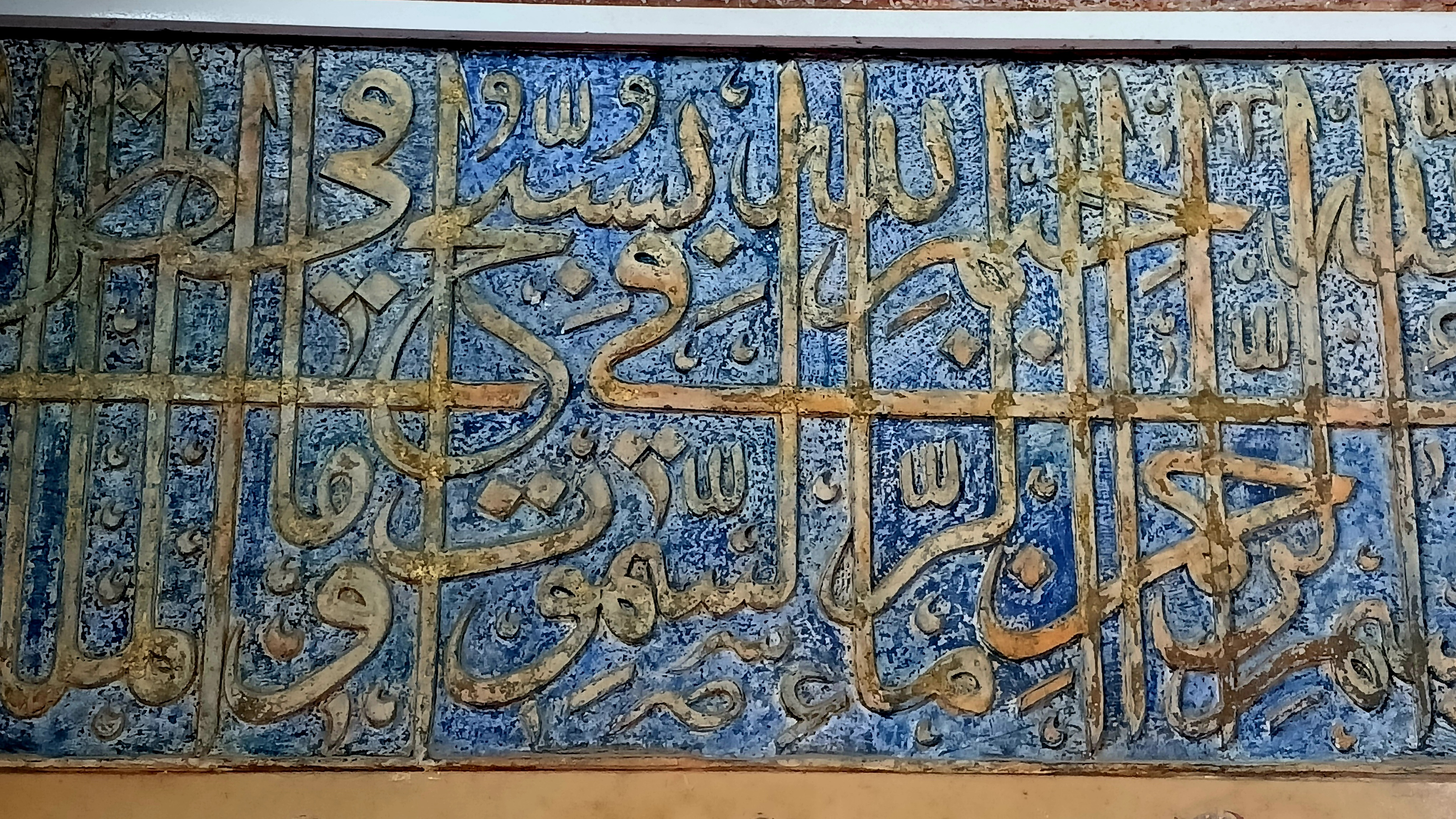
کتیبه های زیبای موجود در درون بنا
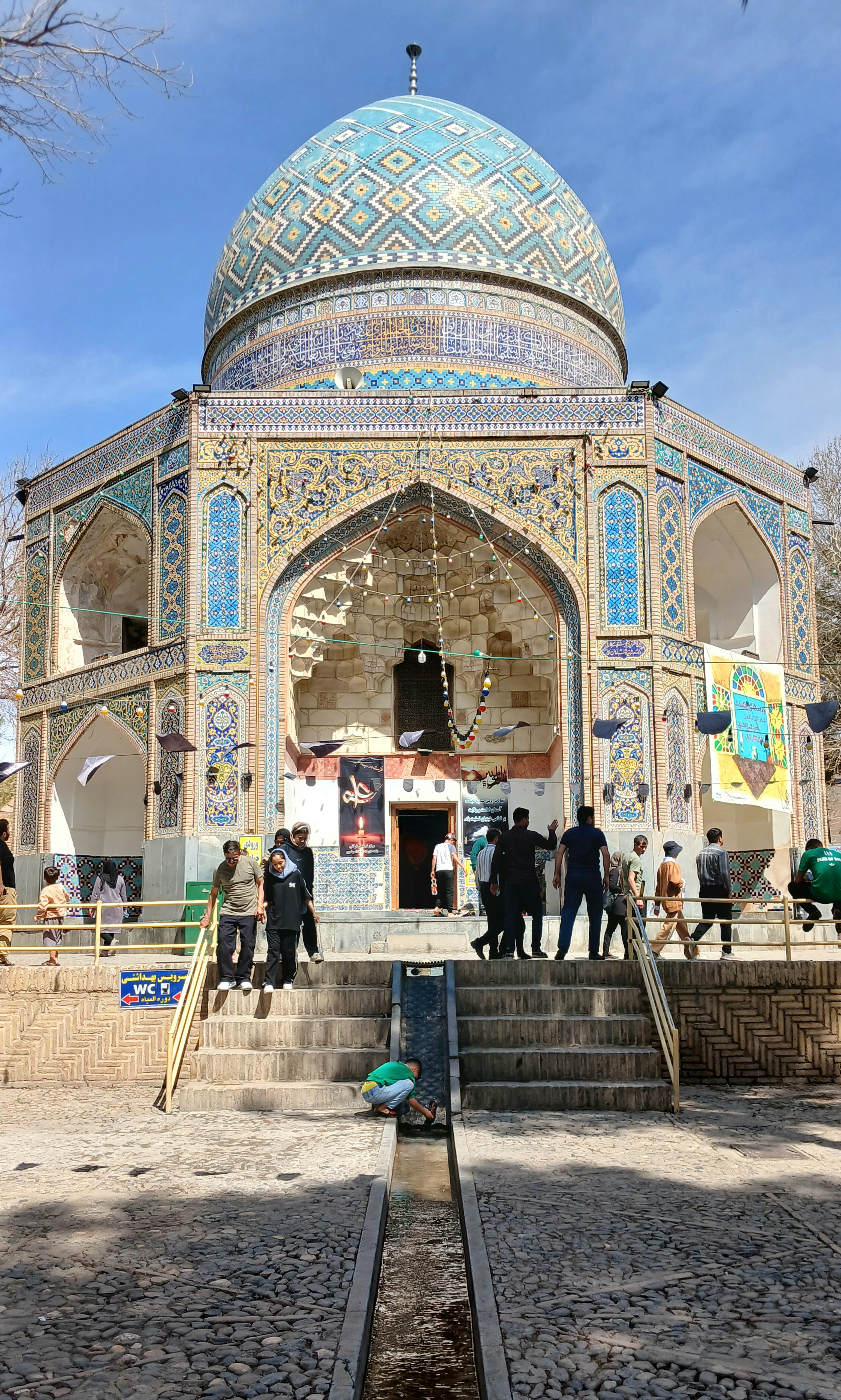
نمای جنوبی از بقعۀ قدمگاه
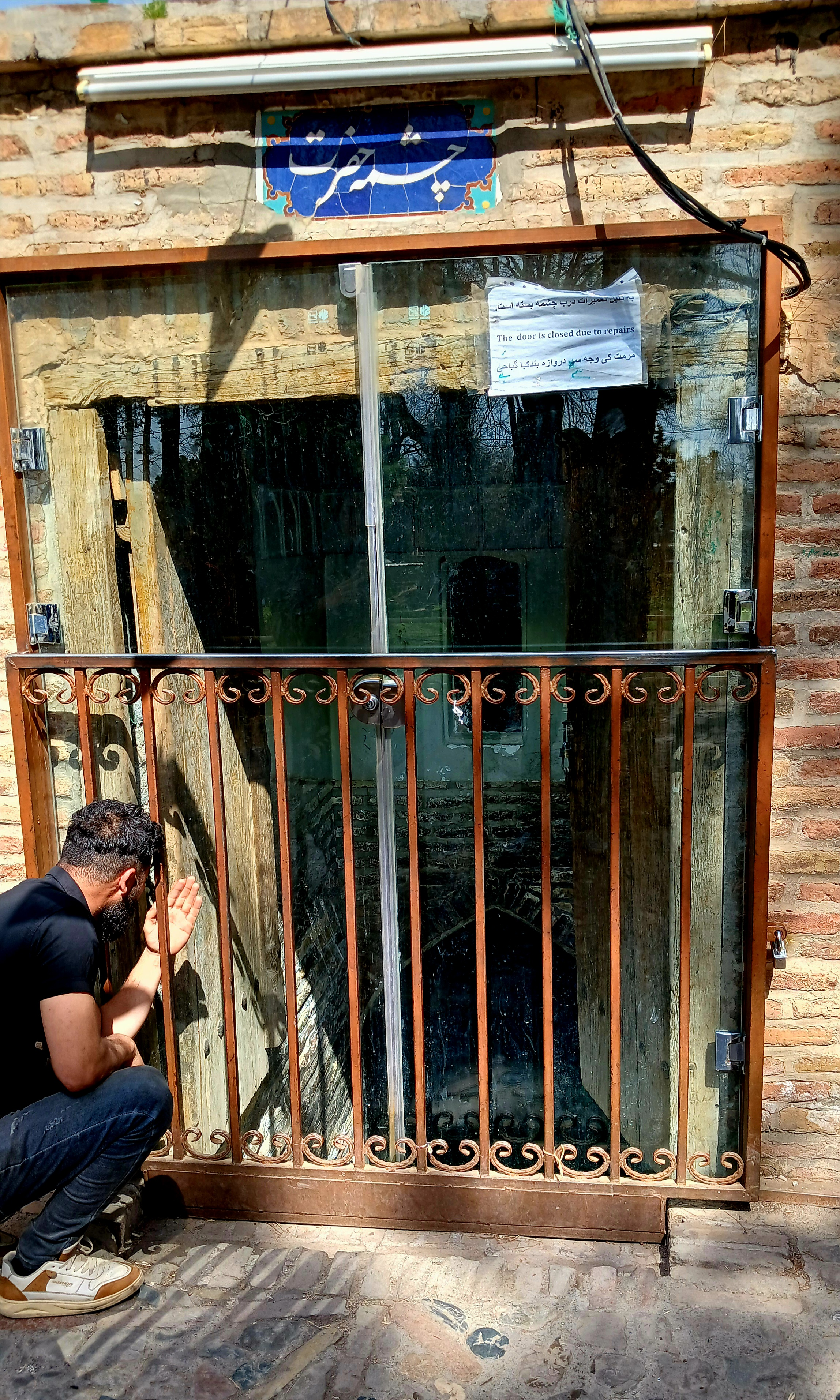
ورودی چشمه حضرت (امام رضا) که در کنار بقعه قرار دارد
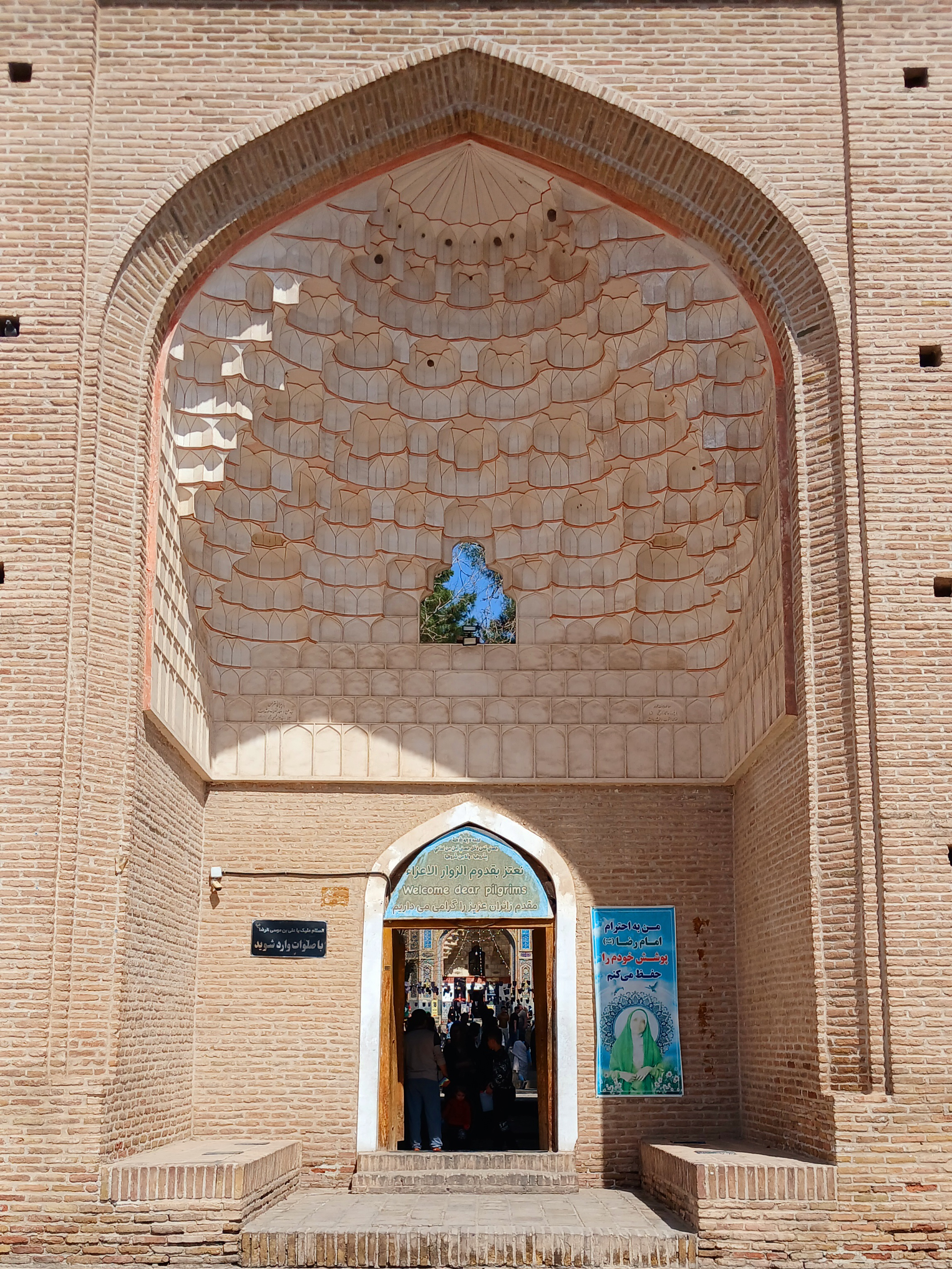
ایوان ورودی باغ که در ضلع جنوبی آن قرار گرفته است